# Монтовани
Монтовани (хорв. Montovani) — населений пункт у Хорватії, в Істрійській жупанії у складі громади Пичан.

## Населення
Населення за даними перепису 2011 року становило 139 осіб.
Динаміка чисельності населення поселення:

## Клімат
Середня річна температура становить 12,03 °C, середня максимальна – 25,53 °C, а середня мінімальна – -2,00 °C. Середня річна кількість опадів – 1091 мм.
| Клімат поселення                              | Клімат поселення | Клімат поселення | Клімат поселення | Клімат поселення | Клімат поселення | Клімат поселення | Клімат поселення | Клімат поселення | Клімат поселення | Клімат поселення | Клімат поселення | Клімат поселення | Клімат поселення |
| Показник                                      | Січ.             | Лют.             | Бер.             | Квіт.            | Трав.            | Черв.            | Лип.             | Серп.            | Вер.             | Жовт.            | Лист.            | Груд.            |                  |
| Середній максимум, °C                         | 9,08             | 9,74             | 12,38            | 16,22            | 21,00            | 24,93            | 25,53            | 24,99            | 20,36            | 16,05            | 11,24            | 8,50             |                  |
| Середня температура, °C                       | 3,55             | 4,19             | 6,83             | 10,67            | 15,44            | 19,38            | 21,79            | 21,25            | 16,63            | 12,33            | 7,50             | 4,76             |                  |
| Середній мінімум, °C                          | −2               | −1,36            | 1,28             | 5,12             | 9,89             | 13,84            | 18,06            | 17,52            | 12,89            | 8,59             | 3,76             | 1,04             |                  |
| Норма опадів, мм                              | 82               | 68               | 81               | 87               | 76               | 90               | 65               | 90               | 96               | 121              | 132              | 103              |                  |
| Середньомісячна швидкість вітру, м/с          | 2.29             | 2.56             | 2.70             | 2.67             | 2.38             | 2.28             | 2.25             | 2.20             | 2.26             | 2.45             | 2.56             | 2.48             |                  |
| Середньомісячна сонячна радіація, кДж/м²·день | 4559             | 7437             | 10640            | 15088            | 19289            | 20880            | 21810            | 18822            | 14050            | 9094             | 4980             | 3856             |                  |
| --------------------------------------------- | ---------------- | ---------------- | ---------------- | ---------------- | ---------------- | ---------------- | ---------------- | ---------------- | ---------------- | ---------------- | ---------------- | ---------------- | ---------------- |
| Джерело:                                      |                  |                  |                  |                  |                  |                  |                  |                  |                  |                  |                  |                  |                  |